# オラニア
オラニア（アフリカーンス語: Orania）は、南アフリカ共和国北ケープ州にある都市。
アパルトヘイトが廃止されたにもかかわらず、南アフリカ国内でオランダ系白人（アフリカーナー）のみで構成された街として知られる。

## 概要
元は1960〜70年代に建設労働者の集落として形成された街である。
現在の「オラニア」としての歴史は、1990年にカレル・ボショフ（ヘンドリック・フルウールト元南アフリカ首相の娘婿）を初めとする11のアフリカーナーの家族たちがこの周辺の土地を購入し移住したのが始まりである。
現在でも市内ではアフリカーンス語のみが用いられ、地域通貨「オーラ」（1オーラ＝1ランド）が流通している。治安も南アフリカ他都市に比べはるかに良好とされる。市民たちは「黒人を差別するためではなく、アフリカーナーの文化を守るためにここに住んでいる」としている。

## 政治
アフリカーナーを支持基盤とする政党「自由戦線プラス」が選挙のたびに地滑り的大勝を収めている。

## 経済概況
- 企業数: 約244社
- 経済成長: 約11％
- 産業: マカダミア栽培、トフィー工場、ビール醸造所、コールセンター、株式仲買サービス、建設など多様。
- 事業許可制度: 新規事業は既存のビジネスと競合しない場合に限り許可(後に廃止)
- 平均賃金: 年間約94036ランド（南アフリカの白人基準では低い）。
- 生活費: 南アフリカの他地域に比べ高価。[1]
- 労働力: 安価な労働力と単純労働者が不足
- 失業率: 2016年のCNN報道によると2%。
- 自営業者: 2009年時点では人口の14%が自営業。
- 観光産業: 2010年には13のホスピタリティビジネスが運営。2012年10月から2013年2月にかけて約2,000人の観光客が訪れた。
- 金融:オラニア貯蓄信用協同組合が2011年に南アフリカ準備銀行に登録。2013年には4,500万ランドの普通預金を保有。
- 通貨システム: 地域通貨Ora(オラニア内のお金の循環を促進し、盗難を防ぐために導入。利用を促進するために一部の店舗では、Oraで購入した商品に対して 5% の割引が行われている)が使われている。2021 年5 月にはdOra (Oraの電子版)を導入。[2]

## 社会

### 区域
オラニアには、クラインゲルク(「小さな幸せ」)、グルートドルプ(「大きな村」)、オラニア ウェス(「オラニア西部」) の3 つの住宅地が存在する。シティ・プレスの記者は2013年に「町の建物はどれも印象に残るものではない」と書いた。

オラニアの区域

### 拡張
オラニアは、当初の土地が300ヘクタール (740エーカー) の小さな町であった。時間が経つにつれて、この町は複数回にわたる土地取得を通じて拡張された。1991年8月には、2,300ヘクタール (5,700エーカー) のVluytjeskraal 272農場がオラニアに追加され、ピーカンナッツ、オリーブ、果物を栽培する小さな農場に分割された。
Kambro Landbou Koöperatiefは、オラニアのために土地を購入する目的で設立された法人で、2004年から2005年にかけて、オラニアの南20キロメートル (12マイル) に位置する2つの農場を購入し、町の土地を4,000ヘクタール (9,900エーカー) を追加した。

### 居住条件
オラニア居住の条件として以下の条件が定められている。
- アフリカーナ人である事(南アフリカ憲法に違反する人種に基づく入場を禁じる正式な法令はないが、実際には白人のみが入場を許可されている。)
- アフリカーンス語に流暢である事
- 犯罪歴がない事
- コミュニティの価値観と目標を共有していること

### 福祉
オラニアは中央政府や州政府から財政的な拠出を受けておらず、すべての資金を自分たちで捻出している。貧困に陥ったアフリカーナ人の到着に対処するため、3 段階のプログラムを実施しており、最初に仮の住宅が提供され、次に仕事が与えられ、その後土地と住宅建設のために協同組合銀行からの無利子融資が提供される。非営利団体であるヘルプサーム基金は、困っている居住者向けの住宅補助などのプロジェクトのために資金を集めており、エリムセンターは職を求めてオラニアにやって来た失業中の者を収容している。多くの場合、職業訓練を受ける事になる。

### VAB
オラニアの特徴の一つとしてVABが挙げられる。この町は、Vluytjeskraal Aandele Blok社によって私有されており、土地や住宅の所有権は南アフリカの「シェアブロック」として知られる枠組みに従って、会社の株式の形で付与される(農地を除き権利証書は提供されていない)。株主は自分の株式にリンクされている不動産を使用する権利を取得出来る。その他にも水道、電気、廃棄物管理などのサービスも提供している。 総会は毎年開催され、2017年の時点で約 400 名を数える株主が投票を行う。理事会の 8 人で評議会(Dorpsraad) を構成し、理事会は町長を務める理事長と日常の町政を担当する執行役員を選任します。理事会の他のメンバーには、安全、計画、地域サービスなどの地域社会の問題に対する責任が与えられている。

## 治安
オラニアには正式な警察も刑務所も存在しない。犯罪が存在しないわけではないが、居住申請が厳しく審査され、人口が少ないことも手伝って、犯罪は非常に少ない。交通監視や軽窃盗などの軽犯罪はオラニア内で処理される。ボランティアが近隣の見守りパトロールを行っており、オラニア・ヴァイリゲイト（オラニア警備隊）が町の『事実上』の 警察として設立され、窃盗などの違法行為の通報だけでなく、ポイ捨てや騒音の苦情などのより些細な問題も処理している。犯罪が発生し、逮捕された場合は隣接するホープタウンにある警察署に連行される。南アフリカ警察が出動するのは最後の手段としてのみである。住民には、南アフリカの裁判所に頼るのではなく、町議会が利用できる調停や仲裁手続きを利用することが推奨されている。